# ももぶた
ももぶた（MOMOBUTA）は、サンエックスとセガトイズが共同開発したキャラクター群。
アイドルを目指す「ももぶた」（もも）、ツッコミ役の（漫画ではしゃべらず、ボードを使って話す）「ももくろ」（クロ）、大人っぽいヒヨコの「ももひよ」（ひよ）の3人で構成される。
2004年5月に最初のキャラクター商品が販売された。
また、メディアミックス企画として福米ともみによる漫画が、『りぼん』（集英社）で2004年5月号から2009年4月号まで連載されていた。内容は上記の3人が『ももハウス』に住みながら、色々なことが起きるギャグ漫画。
セガトイズから、関連商品として『モモパクト』という占いが出来るコンパクトが商品化されており、漫画の作品中にも登場する。